# Клеймор
Кле́ймор (англ. claymore) — термін, який позначає два різні види мечів
. Вважається, що це слово походить від шотландського claidheamh mòr — «великий меч». Слово claidheamh також є спорідненим з лат. gladius.

## Дворучний клеймор

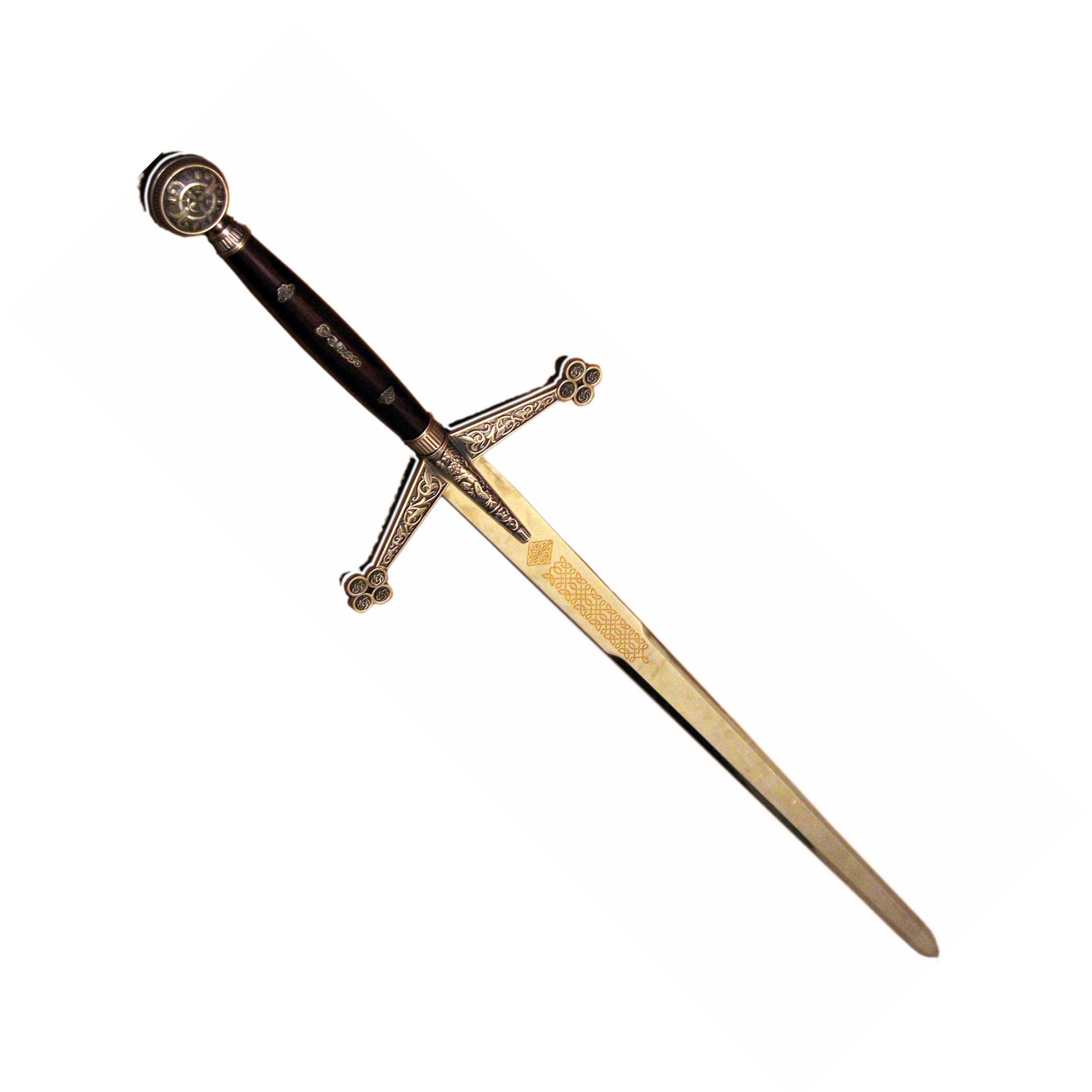
Репліка клеймора, який використовувався у фільмі «Горець»

Дворучний клеймор — це довгий меч, який використовувався у Середньовіччі шотландськими солдатами. Клеймором билися в безперервних війнах кланів та в прикордонних сутичках з Англією приблизно з 1500 по 1700 рік. Остання битва, у якій дворучний клеймор використовувався масово, — це битва при Кіллікранкі в 1689 році.
Клеймор був трохи менший за інші дворучні мечі того періоду, та зажив зловісної слави завдяки своїй легкості, яка робила його швидшим за європейські аналоги. Він також був ефективним як роззброююча зброя завдяки своїй хрестоподібній ґарді, за допомогою якої можна було легко захопити зброю свого супротивника й повністю його обеззброїти.
Дворучний клеймор є нащадком середньовічних одноручних мечів шотландців, які мали характерну хрестоподібну ґарду з заломленими до клинка руків'ям, яке закінчувалося лопатоподібними опуклостями. Клеймори часто мали рікассо, завдяки чому можна було використовувати техніку напівмеч (нім. halbschwert).
Клеймор був завдовжки близько 1,4 м, довжина руків'я — 30—40 см, а довжина клинка — 1 м; важив він близько 2,5 кг. Всі дворучні клеймори мали схожу форму: округла голівка руків'я, хрестоподібна ґарда з прямим ефесом, який йде від руків'я до центру леза та закінчуються чотирилисниками або язичками. Інший варіант дворучного клеймора (хоча й менш відомий у наші дні) був клеймор з мушлеподібним ефесом. Його ґарда складалася з піднятого догори руків'я та двох великих увігнутих пластин, які захищають передню частину руків'я. Свою назву він отримав через ґарду, що нагадує відкриту мушлю.

## Клеймор з гардою у вигляді кошика

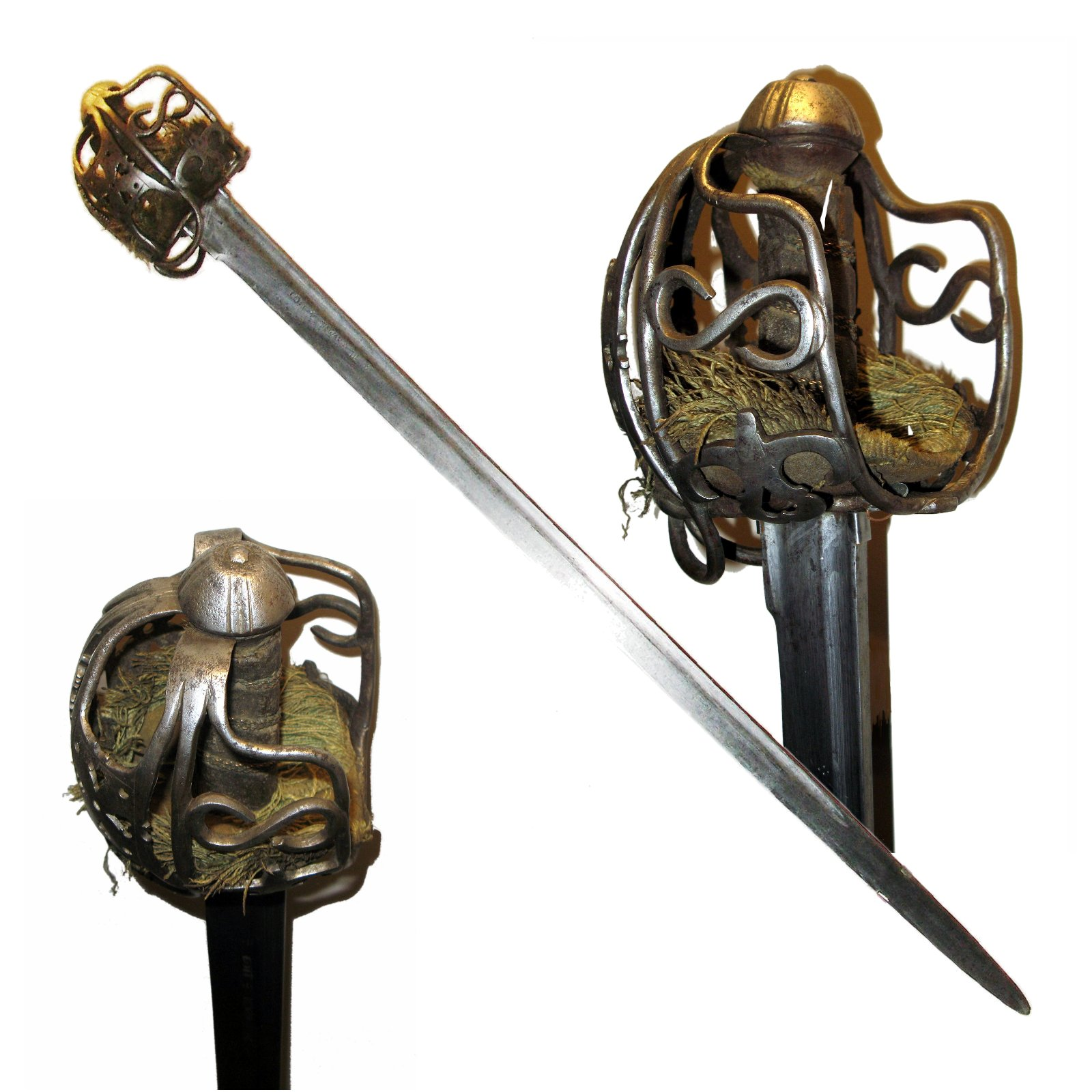
Клеймор. 1700 рік

Власне клеймор — це одноручний палаш з гардою у вигляді кошика, популярний серед шотландських військ починаючи з XVIII ст. Ним билися навіть на берегах Нормандії під час Другої світової війни.
Довжина клинка становила 0.75-0.9 м, вага — 0.9-1.5 кг. Ефес був спроектований так, щоб в битві повністю захищати долоню.
Цей вид клеймора використовували в деяких традиційних гайлендських танцях, а також як елемент одностроїв полків Британської армії цього регіону.
Клеймори такого типу досі використовуються Королівським полком Шотландії, як частина парадного вбрання.

## Клеймор в масовій культурі
- Клеймор  — відома манга з аніме-адаптацією.

### У відеоіграх
- Killing Floor — дворучний клеймор є зброєю перку Берсеркер.
- Killing Floor 2 — дворучний клеймор є зброєю перку Берсеркер. Доступний для гравців, які купили відеогру Chivalry: Medieval Warfare в Steam.

- Dark Souls (1, 2, 3) — є зброєю з класу Великих Мечів.

- For Honor  — зброя героя з класу вікінгів Горця.

- Grim Soul: Dark Fantasy Survival  — зброя з високими показниками атаки, котру можна отримати за проходження підземелля Відреклися.

- Fear and hunger  — зброя неігрового персонажа сера Сеймура.
- Dead by Daylight — різні варіанти дворучних клейморів є зброєю Лицаря.